# 鶴峰県
鶴峰県（かくほう-けん）は中華人民共和国湖北省恩施トゥチャ族ミャオ族自治州に位置する県。

## 行政区画
- 鎮:走馬鎮、容美鎮、太平鎮、燕子鎮、中営鎮
- 郷:鉄炉郷、五里郷、下坪郷、鄔陽郷